# Doce Pares Eskrima
A Doce Pares Eskrima a Fülöp-szigetek harcművészetei között a legnagyobb és legnevesebb Eskrima iskola és rendszer. A filippin harcművészetek minden részét magába foglalja: tradicionális és modern technikák, minden fegyver és a pusztakezes harc.

## Története
1932. január 11-én a Fülöp-szigetek 12 legnagyobb mestere alapította meg a Doce Pares iskolát és szervezetet Cebu városában. Hamarosan több híres mester is csatlakozott hozzájuk, miután felismerték, hogy ez az egyetlen módja annak, hogy az Eskrima ismét elterjedjen.
A szervezet vezetői és mozgatórugói a Cañete család tagjai voltak, és az elnök Eulogio Cañete volt. Mellettük még több neves mester is a csoporthoz tartoztak: Teodoro Saavedra, Fortunato Peñalosa, Marcelo Verano, Deogracias Nadela, Strong Tupas, Rodolfo Quijano, Pio Deiparine, Florentino Cañete, Felimon Cañete, Juanito Lauron, Federico Saavedra, Cecilio Dela Victoria, Lorenzo Saavedra, Margarito Revilles és Anastacio Deiparine.
A nagymesterek által biztosított roppant magas szakmai tudásnak köszönhetően a Doce Pares egyre nagyobb népszerűségre és megbecsülésre tett szert. Gyakorlatilag megszabta a harcművészetek művelésének színvonalát, és úttörő munkásságuknak köszönhetően egyet jelentett a Fülöp-szigetek harcművészetével.
A Doce Pares jelentése: tizenkét pár. Ez az elnevezés utalás I. Nagy Károly császár tizenkét legendás testőrére, akik a legkiválóbb kardforgatók voltak, és arról voltak híresek, hogy több száz ellenséggel küzdöttek meg a harcokban.
Eulogio Cañete egészen 1988 júniusában bekövetkezett haláláig a Doce Pares szervezet elnöke volt. Sajnos ma már senki sem él az alapítók közül. Eulogio Cañetet legfiatalabb fia, Dionisio Cañete követte a szervezet elnöke és vezető nagymestereként.
Dionisio Cañete nagymester minden nagymestertől megtanulhatta a saját és egyedi stílusukat. Ezután apja kérésére egységes rendszerbe foglalta a különböző nagymesterek tanításait, így kialakítva a mai napig egyedülálló Doce Pares Eskrima tananyagot és vizsgarendszert.
Továbbá Dionisio Cañete nagymester alkotta meg azt a védőfelszerelést és szabályrendszert, mely lehetővé tette, hogy az Eskrima versenysport is lehessen. Megalapította a WEKAF világszervezetet (World Eskrima Kali Arnis Federation), melyhez ma már több mint 40 ország csatlakozott, és kétévente rendezik meg a világbajnokságokat. Dionisio Cañete 2021-ben váratlanul bekövetkezett halálát követően a Doce Pares szervezet elnöke és vezető nagymestere Arnulfo Cuesta lett.

## A Doce Pares Eskrima jellemzői
Jellegzetes mozgásával és szellemiségével a Doce Pares Eskrima igazából nem hasonlít egyik másik harcművészethez sem. Maga a rendszer azoknak a különféle stílusoknak a halmaza, melyeket az alapító mesterek hoztak magukkal 1932-ben. Minden alapító nagymesternek megvolt a maga jellegzetes technikai repertoárja:
- Larga Mano – Eulogio Cañete nagymester
- Espada y Daga – Felimon Cañete és Jesus Cui nagymesterek
- Corto Linear – Teodoro Saavedra, Venancio Bacon, Delfin Lopez Timoteo Maranga nagymesterek
- Corto Orihinal és Media Largo – Felimon és Iluminado Cañete nagymesterek
- Hirada és Retirada – Vicente Carin és Ponciano Ybañez nagymesterek
- Mano-Mano és Baraw – Maximo Cañete és Jesus Cui nagymesterek
- Corto Kurbada és Abaniko – Ciriaco és Felimon Cañete nagymesterek

Az 1970-es évek elején Eulogio Cañete vezető nagymester meghatalmazta fiát, Dionisio Cañete nagymestert, hogy készítsen egy tanmenetet és vizsgaanyagot. A cél egy olyan rendszer megalkotása volt, amely tartalmazza a különböző stílusokat, anélkül hogy bármelyik is vesztene sajátságaiból, viszont logikusan egymásra épülnek, és egy alapon nyugszanak. Így született meg Dionisio Cañete nagymesternek köszönhetően a mai Doce Pares Eskrima.

## A Doce Pares Eskrima részei/rendszere
- Larga Mano (hosszú táv)
- Media Largo (közép táv)
- Corto (közelharc) három típusa: Corto Linear – tradicionális egyenes vonalú vágások (Balintawak); Corto Kurbada – körívesen csapó/pontozó technikák; Corto Orihinal – mély, széles állások, hosszabb vágások
- Espada y Daga (Jobb kézben kard/bot és bal kézben tőr/kés)
- Baraw (késharc)
- Mano-Mano (pusztakezes küzdelem), mely tartalmazza: Sumbag-Patid (ütések és rúgások); Lubag-Torsi (lezárások és rögzítések); Layog-Dumog (földre vitel és földharc)
- Doble Olisi / Sinawali (két bot)
- Eskrido (dobások)
- Tapi-Tapi (tapadás)
- Sayaw/Karanza (formák)

Csak az számít igazi Doce Pares Eskrima iskolának, melyben a fenti technikákat rendszerben tanítják, egészen az alapoktól a mesterszintig, és kapcsolatban van a Fülöp-szigeteki központtal.

## A Doce Pares Eskrima Magyarországon
Hazánkba a 2000-es évek elején érkezett meg a Doce Pares Eskrima. Legnagyobb hazai képviselője a dinamikusan fejlődő Magyarországi Doce Pares Eskrima Szervezet, melynek Dankó Ferenc az alapítója és elnöke. Iskoláikban az eredeti tanmenet szerint (fokozatrendszer) oktatják a gyakorlókat, és minden évben filippin mestereket hívnak meg, továbbá tagjai között Európa és világbajnokok találhatók.
Dankó Ferenc meghívására Dionisio Cañete nagymester már négyszer (2007, 2014, 2017, 2019) járt és oktatott Magyarországon. Dankó Ferenc és mester szintű tanítványai mind Dionisio Cañete nagymestertől kapták meg a mester-diplomát.